# 紧急审讯室
《女王偵訊室》，是由天海祐希主演，日本朝日电视台播出的周四晚间九点档系列作品。
台灣由Netflix、KKTV、friDay影音、中華電信MOD、HamiVideo、MyVideo等OTT平台播出。
電影版原預計於2023年6月16日上映，但已延期至2025年12月26日上映。

## 劇情簡介
警視廳女刑警真壁有希子（天海祐希 飾）因擔任人質挾持事件交涉人的行事作風過於自我和強硬，被調至偵訊室，負責審問犯人。不同於一般刑警拷問的偵訊方式，她以獨特的觀察力，與犯人進行一場場爾虞我詐的心理戰⋯⋯

## 播放平台
- 第一季

| 播放地區 | 播出頻道            | 播出日期         | 備註 |
| 台灣     | 緯來日本台          | 2014年3月18日起  |      |
| 香港     | 無綫網絡電視煲劇1台 | 2014年8月16日起  |      |
| 台灣     | Netflix             | 2020年12月27日起 |      |
| 台灣     | MyVideo             | 2022年7月6日起   |      |

- 特別篇

| 播放地區 | 播出頻道           | 播出日期       | 備註 |
| 香港     | 無綫網絡電視日劇台 | 2016年4月2日   |      |
| 台灣     | WakuWaku Japan     | 2017年7月8日   |      |
| 台灣     | MyVideo            | 2022年7月6日起 |      |

- 第二季

| 播放地區 | 播出頻道         | 播出日期                  | 備註 |
| 台灣     | KKTV             | 2017年4月21日起每周五中午 |      |
| 香港     | myTV SUPER日劇台 | 2017年8月15日起           |      |
| 台灣     | WakuWaku Japan   | 2017年7月29日起           |      |
| 台灣     | Netflix          | 2020年12月27日起          |      |
| 台灣     | MyVideo          | 2022年7月13日起           |      |

- 第三季

| 播放地區 | 播出頻道   | 播出日期                  | 備註 |
| 台灣     | KKTV       | 2019年4月12日起每周五中午 |      |
| 台灣     | friDay影音 | 2019年5月24日起每周五中午 |      |
| 香港     | 無綫電視J2 | 2019年5月18日起           |      |
| 台灣     | Netflix    | 2020年12月27日起          |      |
| 台灣     | MyVideo    | 2022年7月20日起           |      |

- 第四季

| 播放地區 | 播出頻道              | 播出日期                 | 備註 |
| 台灣     | KKTV                  | 2021年7月9日起每周五中午 |      |
| 台灣     | friDay影音            | 2021年7月9日起每周五中午 |      |
| 台灣     | 中華電信MOD           | 2021年7月10日起          |      |
| 台灣     | HamiVideo             | 2021年7月10日起          |      |
| 台灣     | MyVideo               | 2022年4月6日起           |      |
| 香港     | now TV now劇集Express | 2021年7月13日起          |      |

- 新春特別篇(2022)

| 播放地區 | 播出頻道   | 播出日期       | 備註 |
| 台灣     | friDay影音 | 2022年1月7日起 |      |
| 台灣     | MyVideo    | 2022年4月6日起 |      |

## 登場人物

### 警視廳刑事部搜查第一課緊急取調室
- 真壁有希子（45） - 天海祐希（香港配音：黃玉娟（TVB, 第一至三季）；黃鳳兒（NowTV,第四季））

前特殊事件搜查係主任，因進行談判發生狙撃事件而調任至緊急取調室，階級為警部補(刑事)。丈夫真壁匡八年前身故後隻身照顧一雙兒女。在進行盤問前會拍打雙頰。口頭禪是「事情不是變得有趣了嗎？」。由第二季開始，會為每集解決的事件定下標題。
- 梶山勝利（46） - 田中哲司（香港配音：潘文柏（TVB, 第一至三季）；何家裕（NowTV,第四季））

緊急取調室管理官，階級為警視。性格冷靜、具良好判斷力，一方面努力博取升職機會，卻也有人情味的一面。由第二季開始會按照案件特徵指派下屬負責。第二季與妻子進行協議離婚，並於第三季正式和妻子離婚。口頭禪是「各位，輪到我們出場了」。
- 菱本進（56） - 緒方義博（日语：でんでん）（香港配音：黃子敬（TVB, 第一至三季）；郭俊廷（NowTV,第四季））

有組織罪案調查部門出身，階級為警部補(刑事)。個性急躁。經常和小石川一組組成白臉黑臉。擅長素描。
- 中田善次郎（57） - 大杉漣（第1、2季）（香港配音：朱子聰）

少年課出身，階級為警部(刑事)。高中時因為父親的某些事情而需要於夜校讀書。有名比他年輕19歲的妻子。
- 小石川春夫（55）- 小日向文世（香港配音：張炳強（TVB, 第一至三季）；周鑫霆（NowTV,第四季））

搜查第二課出身，階級為警部(刑事)。個性溫和，但觀察力十分敏銳，經常和菱本一組組成白臉黑臉。起初認為真壁高高在上、自以為是，其後承認她的實力。
- 玉垣松夫 - 塚地武雅（第3季 - ）（香港配音：蕭徽勇（TVB, 第二季）；竺諺鴻（NowTV,第四季））

階級為警部補(刑事)，和中田因將棋部而相識。

### 警視廳刑事部搜查第一課
- 渡邊鐵次（30）階級：巡査部長(刑事) - 速水茂虎道（香港配音：李致林（TVB, 第一至三季）；簡懷甄（NowTV,第四季））
- 監物大二郎（41）階級：警部(刑事) - 鈴木浩介（香港配音：陳卓智（TVB, 第一至三季）；陳啟熾（NowTV,第四季））
- 松本 - 櫻井聖（日语：桜井聖）（第1、4季）（香港配音：葉振聲（TVB, 第一季）;簡懷甄（NowTV, 第四季））
- 澤渡巌 - 三上市朗（日语：三上市朗）（第2季）（香港配音：劉昭文）
- 山上善春 - 工藤阿須加（第4季）（香港配音：梁皓翔）
- 北斗偉 - 池田成志（第4季）（香港配音：竺諺鴻）

### 警視廳
- 相馬一成（52）階級：警視監(警視庁副総監) - 篠井英介（日语：篠井英介） （第1季、第3季第1集）（香港配音：李錦綸）
- 鄉原政直（54）階級：警視監(警視庁刑事部長) - 草刈正雄（第1季）（香港配音：招世亮）
- 磐城和久 - 階級：警視監(警視庁刑事部長) 大倉孝二（日语：大倉孝二）（特別篇 - 第3季）（香港配音：招世亮）

### 真壁家
- 真壁奈央（16） - 杉咲花（第1季 - 特別篇）（香港配音：凌晞）
- 真壁則行（7） - 秋間將汰（日语：秋間将汰）（第1季 - 特別篇）（香港配音：陳琴雲）
- 真壁匡（享年38） - 真島秀和（香港配音：蘇強文）

### 居酒屋「信司」
- 茅野（23） - 中村靜香（香港配音：葉曉欣（TVB，第二、三季）；鄧潔麗（NowTV,第四季））
- 信司（28） - 生島勇輝（日语：生島勇輝）（香港配音：李安邦（TVB，第二、三季）；郭俊廷（NowTV,第四季））

### 其他人物
- 宮越肇（國土交通副大臣） - 大谷亮平（第4季）（香港配音：袁德基；陳安瑩（童年））

### 各集登場人物

#### 第一季
第1集 「沒有名字的男人」
- 寺尾光一（冤罪被害人） - 高嶋政伸[3]（香港配音：陳欣）
- 藤代保（弦巻派出所爆炸事件重要證人，律師） - 遠山俊也（日语：遠山俊也）（香港配音：陳永信）
- 佐佐木（挾持公車乘客的綁架犯） - 佐藤祐基（香港配音：黃啟昌）
- 篠田孝光（弦巻派出所爆炸事件被害者，巡査） - 野村修一（香港配音：梁偉德）
- 田上利一（弦巻派出所爆炸事件被害者，巡査部長） - 小川敦（香港配音：陳永信）
- 竹内理繪（弦巻派出所爆炸事件的關鍵證人，小學生） - 舞優（日语：舞優）（香港配音：羅杏芝）

第2集 「沉默的男人」
- 杉田英治（杉田電器店店主） - 林家正蔵（日语：林家正蔵 (9代目)）（香港配音：林保全）
- 杉田遙（英治的女兒，心臟病患者） - 小芝風花（香港配音：何寶珊）
- 杉田美紀（英治的妻子） - 田中廣子（日语：田中広子）（香港配音：梁少霞）
- 道長幸作（聖應醫科大學醫院心臓血管外科醫師） - 佐藤一平（香港配音：陳廷軒）
- 霞智子（時裝模特兒） - 佐藤寛子（香港配音：林芷筠）

第3集 「滿口謊言的女人」
- 佐原利香（俊夫的妻子） - 安達祐實（香港配音：鄭麗麗）
- 佐原和子（俊夫的母親） - 田島令子（日语：田島令子） （香港配音：蔡惠萍）
- 佐原俊夫（經濟產業省經濟國家政策局局長） - 神尾佑（日语：神尾佑）（香港配音：馮錦堂）
- 佐原大地（利香及俊夫的兒子） - 田中奏生（日语：田中奏生）
- 木村淳子（經濟產業省經濟國家政策局員工，佐原的部下） - 藤本靜（日语：藤本静）（香港配音：黃淑芬）

第4集 「挑釁的男人」
- 三木本史郎（眾議院議員） - 神保悟志（日语：神保悟志）（香港配音：張錦江）
- 菅沼俊樹（三木本的公設第一秘書） - 泉谷茂（日语：泉谷しげる）（香港配音：譚炳文）
- 三木本唯（三木本的妻子） - 田丸麻紀（日语：田丸麻紀）（香港配音：伍秀霞）
- 橫村博史（警視廳刑事部捜査第二課警部補） - 中野剛（日语：中野剛）（香港配音：林保全）

第5集 「3個長舌女」
- 春日小夜子（殺人事件目撃者） - 根岸季衣（日语：根岸季衣）（香港配音：黃麗芳）
- 望月芳江（殺人事件目撃者） - 茅島成美（日语：茅島成美）（香港配音：蔡惠萍）
- 松井蘭子（殺人事件目撃者） - 西尾麻里（日语：西尾まり）（香港配音：陸惠玲）
- 石田克之（所轄警察署警察官） - 正名僕藏（日语：正名僕蔵）（香港配音：陳欣）
- 真木祐介（詐欺事件通緝犯） - 竹財輝之助

第6集 「人稱遊戲之神的男人」
- 北原健（遊戲公司「科普」的企劃開發部的遊戲設計師） - 滿島真之介（香港配音：曹啟謙）（少年時期：大島瑠生（香港配音：劉惠雲））
- 山本真人（遊戲公司「科普」的社長） - 佐戸井賢太（日语：佐戸井けん太）（香港配音：譚炳文）
- 笙子（遊戲玩家，小石川的朋友） - 青木珠菜（日语：青木珠菜）（香港配音：張頌欣）
- 北原育美（阿健的母親） - 齊藤薫（香港配音：劉惠雲）

第7集 「告知真相的男人」
- 真田正巳（死刑犯，前記者） - 淺野和之（日语：浅野和之）（第8集）（香港配音：陳永信）
- 嘉納肇（中華料理「仁蘭」店主，前刑事） - 堀部圭亮（日语：堀部圭亮）（第8集）（香港配音：陳廷軒）
- 時任惠子（向井的妻子，真田的幼年玩伴） - 伊藤裕子（日语：伊藤裕子）（香港配音：黃麗芳）
- 重盛秀雄（東京地方裁判所裁判長） - 宇納佑（日语：宇納佑）（香港配音：劉昭文）
- 向井雄一（小鋼珠店店員） - 鈴木雄二（沒有對白）
- 時任拓真（恵子的兒子） - 神先朔也（香港配音：成瑤孆）

第8集 「逃跑的女人」
- 中華料理「仁蘭」常客1 - 林家三平（日语：林家三平）（香港配音：鄧志堅）
- 中華料理「仁蘭」常客2 - 土平友厚（日语：土平ドンペイ）（香港配音：周良鴻）
- 中華料理「仁蘭」常客3 - 石井智也（日语：石井智也）

第9集 「毫無保留的女人」
- 堤大介（前警視廳捜査二課刑事，跟渡邊同期） - 森永龍矢
- 銀行保險箱管理員 - 福本伸一（日语：福本伸一）

#### 特别篇
- 矢島聖美（前美容師，嫌疑犯） - 松下由樹（高中時代：井越有彩）
- 三澤早苗（新聞節目主播） - 齊藤由貴（高中時代：飯村未侑）
- 市原聰子（刑務官） - 宮地雅子（日语：宮地雅子）
- 新田桂子（囚犯） - 多岐川華子
- 坂口碧（前囚犯，興奮劑藥頭） - 阪田瑞穗（日语：阪田瑞穂）
- 坂口奈（小碧的女兒） - 橫山芽生
- 植村肇（被害人） - 藤本涼（日语：藤本涼）
- 溝田（六年前殺人事件被害人） - 山中聰（日语：山中聡）
- 今田賢斗（舶來品雜貨店老闆） - 三浦健
- 愛知珠子（矢島與三澤高中母校的導師） - 和泉千音（日语：和泉ちぬ）
- 平田良輔（製作人） - 四方堂亘（日语：四方堂亘）
- 保姆 - 澤井美優

#### 第二季
第1集「撐傘的女人」
- 白河 民子（未亡人） - 三田佳子[4]（劇團研究生時代： 倉田悠貴）（香港配音：袁淑珍）
- 白河 藤一郎（民子的亡夫，畫家，已故） - 池之內孝
- 小牧 修介（宅急便的配送員） - 石田卓也（香港配音：關令翹）
- 綾野 文香（白河民子公寓樓上的居民，主婦，舞與勇人的母親） - 馬淵英里何（日语：馬渕英里何）（香港配音：朱妙蘭）
- 綾野 舞（文香的女兒） - 川島夕空（日语：川島夕空）
- 綾野 勇人（文香的兒子） - 鳥越壮真（日语：鳥越壮真）
- 宅急便公司職員（小牧的上司） - 中脇樹人（香港配音：馮志輝）
- 公寓管理人 - 下村彰宏（日语：下村彰宏）（香港配音：馮志輝）

第2話「替人穿襪的男人」
- 高木 直明（住院患者）- 高桑滿（日语：高桑満）
- 糸山 惠太（值班醫生）- 福士誠治（香港配音：周倚天）
- 櫻井 加代（護理師）- 和音美櫻（香港配音：鄭麗麗）
- 宮澤 俊哉（警視廳拘留管理課警官）- 村田雄浩（日语：村田雄浩）（香港配音：葉振聲）

第3話「養鸚鵡的兩個人」
- 小泉 正隆（建築公司社長） - 入江雅人（日语：入江雅人）（香港配音：劉昭文）
- 小泉 真由美（正隆的妻子） - 酒井美紀（香港配音：朱妙蘭）
- 日高 律子（秘書） - 入山法子（香港配音：詹健兒）
- 藤田 敏樹（偵探） ‐ 玉置孝匡（日语：玉置孝匡）（香港配音：陳欣）
- 上島 和義（偵探社社長） ‐ 河野洋一郎（日语：河野洋一郎）
- 石原 辰信（小泉夫妻的老朋友） ‐ 横田栄司（日语：横田栄司）（香港配音：蕭徽勇）

第4話「兩人的愛」
- 澤本 愛（高中老師） - 矢田亞希子（香港配音：林元春）
- 春日 俊介（高中生） - 平岡拓真（日语：平岡拓真）（香港配音：鄧港文）
- 春日 愛（俊介的母親） - 森尾由美（香港配音：沈小蘭）
- 校長先生 - 大谷亮介（日语：大谷亮介）

第5話「失去記憶的男人」
- 水越 辰也（旅行社職員） - 塚本高史（香港配音：梁偉德）
- 福永 繪梨（旅行社新進職員） - 入山杏奈（香港配音：吳羨婷）
- 酒吧老闆娘 - 舟木幸（日语：舟木幸）

第6話「受騙的女人」
- 茂手木 恭子（美甲師） - 鶴田真由（日语：鶴田真由）（香港配音：雷碧娜）
- 白井 茜（女公關） ‐ 東加奈子（日语：東加奈子）（香港配音：詹健兒）
- 近藤 和子（専業主婦） ‐ 村松恭子（日语：村松恭子）（香港配音：謝潔貞）
- 近藤 行年（和子的丈夫，牙科醫生） ‐ 世古陽丸（日语：世古陽丸）
- 大谷 雅美（銀行行員） - 阿南敦子（日语：阿南敦子）（香港配音：朱妙蘭）
- 大谷 繁子（雅美的母親） ‐ 久保田民繪

第7話「女人的敵人是女人」
- 立花 理香（郵購公司課長）- 上野夏妃（日语：上野なつひ）（香港配音：林元春）
- 佐佐木 和枝（郵購公司兼職員工） - 田中美奈子（日语：田中美奈子）（香港配音：許盈）
- 磯部 聰子（郵購公司兼職員工） - 阿知波悟美（日语：阿知波悟美）
- 森本 愛美（郵購公司兼職員工） - 西原亞希（日语：西原亜希）（香港配音：陳琴雲）
- 野野村 真一（郵購公司部長） - 久澤徹（日语：久ヶ沢徹）（香港配音：馮錦堂）

第8話 「穿著喪服的男人」
- 久保寺 圭（久保寺綠的父親） - 鶴見辰吾（第9話）（香港配音：葉振聲）
- 峰岸 允彥（峰岸健太的父親） - 真島秀和（第9話）（香港配音：蘇強文）
- 瀧澤 史子（律師） - 渡邊真起子（第9話）（香港配音：沈小蘭）
- 神木 進次郎（久保寺家的家庭教師） - 水上劍星（日语：水上剣星）（第9話）（香港配音：黃啟昌）
- 本鄉（刑警） ‐ 千葉雅子（日语：千葉雅子）（香港配音：陸惠玲）
- 池田 肇（巡査長） - 清水優（日语：清水優）（香港配音：關令翹）

#### 第三季
第1集 「是我開的槍」
- 菊池玲子（警視廳 刑事部参事官）- 淺野温子（香港配音：袁淑珍）
- 藤沢紗織 - 市川由衣（香港配音：曾佩儀）
- 野本雄太 - 淵上泰史（日语：淵上泰史）（香港配音：陳耀楠）
- 北山未亞 - 吉川愛（香港配音：黃昕瑜）

第2集 「私が勝ちました」
- 橘日名子（新進女流棋士）- 松井珠理奈（SKE48）（香港配音：羅孔柔）
- 宗形梓（資深女流棋士）- 紺野真晝（香港配音：謝潔貞）
- 大庭廣夢（負責解說的贊助商）- 合田雅吏（香港配音：雷霆）
- 高橋美佳 - 福田成美（日语：福田成美）（香港配音：何寶珊）

第3集 「私が騙しました」
- 平井霞 - 仙道敦子（日语：仙道敦子）（香港配音：沈小蘭）
- 寶城理沙 - 筧美和子（香港配音：凌晞）
- 門倉俊也 - 永岡佑（日语：永岡佑）（香港配音：麥皓豐）
- 關口雅子 - 歌川椎子（日语：歌川椎子）（香港配音：伍秀霞）
- 平井佳惠（平井霞的母親）- 一柳みる（日语：一柳みる）（香港配音：雷碧娜）

第4集 「私が誘拐しました」
- 樫村茜 - 松本真理香（香港配音：魏惠娥）
- 樫村莊介 - 今井悠貴（香港配音：陳灝瑋）
- 福永真希 - 若林薰
- 樫村澄江 - 鷲尾真知子（香港配音：黃麗芳）

第5集 「私が隠しました」
- 山下昌子 - 真野響子（日语：真野響子）（香港配音：林丹鳳）
- 山下彩矢 - 国分佐智子（香港配音：陸惠玲）
- 山下翔太 - 山崎樹範（日语：山崎樹範）（香港配音：劉昭文）
- 山下忠彦 - 河西健司（日语：河西健司）（香港配音：陳永信）

第6集 「私が守りました」
- 柴田七海（凛的保育士） - 倉科佳奈（香港配音：詹健兒）
- 西崎明日香（凛的母親） - 土居志央梨（日语：土居志央梨）（香港配音：李潤知）
- 西崎康弘（凜的父親） - 向田翼（日语：向田翼）
- 西崎凛（保育園兒童） - 落井実結子（日语：落井実結子）
- 安岡幸平 - 湯川尚樹（日语：湯川尚樹）（香港配音：張方正）
- 佐藤（園長）- 大島蓉子（日语：大島蓉子）（香港配音：雷碧娜）

第7集 「私が試しました」
- 伴佐知惠（寶石販賣會社社長） - 大久保佳代子（香港配音：伍秀霞）
- 若杉純（寶石販賣會社販賣員） - 稲葉友（香港配音：黃積權）
- 坂本彰夫（佐知惠的前夫） - 尾崎右宗（日语：尾崎右宗）（香港配音：李鎮然）
- 勝沼静香（健身室會員） - 小池由（日语：小池由）

第8集 「私が作りました」
- 木崎勝則（Ahead+ Agency檔案室室長） - 橋本潤（香港配音：朱子聰）
- 梅田信吾（Ahead+ Agency人事部） - 三宅弘城（日语：三宅弘城）（香港配音：葉振聲）
- 橋下拓海（Ahead+ Agency營業部） - 入江甚儀（香港配音：張預東）
- 宇佐美友香（Ahead+ Agency社長） - 霧島れいか（香港配音：陸惠玲）
- 新井美加（Ahead+ Agency社長秘書） - 鉢嶺杏奈（日语：鉢嶺杏奈）（香港配音：魏惠娥）
- 皆川真由（Ahead+ Agency營業部） - 羽瀬川なぎ（日语：羽瀬川なぎ）（香港配音：廖杏茵）
- 石井雄太（梅田大學時期的好友）- 宮本大誠（日语：宮本大誠）（香港配音：李錦綸）

第9集「私が救いました」、最終話「私がやりました」
- 染谷巖（中學前校長） - 吉田鋼太郎（香港配音：陳永信）
- 藤井卓生（醫科大學1年生） - 坂東龍汰（香港配音：胡家豪）
- 染谷絹江（染谷的妻子） - 水木薫（香港配音：沈小蘭）
- 向井はるか（染谷的前學生） - 今村美乃（日语：今村美乃）（香港配音：曾佩儀）
- 藤井充（卓生的父親） - 吉満寛人（日语：吉満寛人）（香港配音：盧國權）
- 藤井鏡子（卓生的母親） - 渡辺杉枝（日语：渡辺杉枝）（香港配音：袁淑珍）
- 北山聰子（北山未亞的母親） - 辻しのぶ（日语：辻しのぶ）（香港配音：蔡惠萍）

#### 第四季
第1集「女神の帰還」、第2集「偽りの女神」
- 大國塔子（元活動家） - 桃井薰 (香港配音：陳安瑩)
- 東修二（宮越肇國土交通副大臣の第一秘書官） - 今井朋彥（香港配音：簡懷甄）
- 小暮忍（大國塔子的支援者） - 円城寺あや（香港配音：鄧潔麗）
- 東逸子（修二的妻子） - 片岡京子 (香港配音：黎皓宜)
- 東獎太（修二和逸子的兒子） - 石田星空（香港配音：鄧潔麗）
- 横山（公安刑警） - 松原正隆（香港配音：袁德基）
- 桜井美智（空姐） - 宮澤佐江 （香港配音：鄧潔麗）
- 三木（搜查員） - 澤田育子 (香港配音：黎皓宜)
- 住野（公安刑警） - 松田航輝（第1話）（香港配音：郭俊廷）
- 富士（空姐・乘務長） - 谷知恵（第1話） (香港配音：黎皓宜)
- 南（空姐） - 阿部紗英（第1話）
- 友里（空姐） - 熊谷真由（第1話）(香港配音：鄧潔麗)
- 後藤善一（餐廳「ビストロゴトウ」老闆） - 宇納佑（第2話）（香港配音：梁皓翔）
- 齋藤（留置所係） - 見方あゆ実（第2話）（香港配音：鄧潔麗）

第3集「勇者の嘘」
- 石倉衆二（山内拳擊俱樂部所属拳擊手） - 岡山天音（香港配音：竺諺鴻）
- 加賀見光一郎（WBF世界雛量級王者） - 神尾楓珠（香港配音：郭俊廷）
- 山内潔（山内拳擊俱樂部 会長・前拳擊手） - 阿南健治（香港配音：袁德基）
- 三波孝次（週刊進帳 記者） - 西ノ園達大（香港配音：周鑫霆）
- 日高絵美（體育主播） - 逢澤莉娜（香港配音：黎皓宜）
- 梅本勝（週刊進帳 記者） - 松本実 （香港配音：梁皓翔）
- 大橋（山内拳擊俱樂部 教練） - 川並淳一（香港配音：梁皓翔）

第4集「瀕死の容疑者」
- 橘頼子（スリー食品回收管理事業部SY21回收課 主任・前俱樂部招待） - 高橋瑪莉潤（中學生：安土姫華）（香港配音：石梓晴）
- 折原政人（頼子的主治醫師） - 甲本雅裕（香港配音：袁德基）
- 三上聰（スリー食品 專務・頼子的中學時代同學） - 内村遙（中學生：宍戸晴空）（香港配音：竺諺鴻）
- 三上るり子（聰的妻子） - 小林涼子（香港配音：黎皓宜）
- 矢代（スリー食品 工員） - 栗田芳宏（香港配音：梁皓翔）
- 水野一輝（スリー食品 工員） - 長田真英（香港配音：何家裕）

第5集「容疑者はロボット」
- 村松彰（IT企業「エクステル」經營者） - 小池徹平（13歳：西山蓮都）（香港配音：梁皓翔；黎皓宜（13歲））
- 村松和代（彰的母親） - 夏樹陽子（香港配音：石梓晴）
- 飯塚万里（彰的秘書） - 黑川智花（香港配音：鄧潔麗）
- 土居マサエ（和代鄰居家主婦） - 杉田かおる（香港配音：黎皓宜）
- ハイリー（AI機器人） - 榎木淳彌（声の出演）（香港配音：袁德基）

第6集「怪物の逃走」
- 諸星麻美（和彦的妻子） - 瀧内公美（香港配音：黎皓宜）
- 鬼塚貞一（警視廳特殊犯捜査係 班長） - 丸山智己（香港配音：梁皓翔）
- 諸星和彦（財務省官僚） - 駿河太郎（香港配音：袁德基）
- 警察官 - 長屋晴子（香港配音：石梓晴）
- 大鳳聖（警視廳特殊犯捜査係） - 古館佑太郎（香港配音：竺諺鴻）
- 桐山小夜子（和彦的戀人） - 清瀬やえこ（香港配音：陳安瑩）
- 諸星翼（和彦和麻美的兒子） - 有山實俊（香港配音：鄧潔麗）
- 吉備騨瑚（警視廳特殊犯捜査係） - 秋吉孝勇
- 犬飼秋太（警視廳特殊犯捜査係） - 潔進

第7集「魔女の預言」
- 貴船馨（靈能者・3年前死亡） - 板谷由夏（幼少期：砂田真莉菜 / 小学生：片岡愛菜 / 高校生：鈴木みな）（香港配音：陳安瑩; 黎皓宜（高中生））
- 佐久間渚（馨的雙胞胎妹妹） - 板谷由夏（幼少期：砂田友莉菜 / 小学生：片岡結菜 / 高校生：鈴木まりあ）（香港配音：陳安瑩; 黎皓宜（高中生））
- 小林英二（小林美容外科 院長） - 黄川田雅哉（香港配音：陳啟熾）
- 竹村（馨が渚になりすまして告白した相手） - 竹村浩翔（香港配音：郭俊廷）

第8集「仲間たちの反乱」
- 上原あゆみ（ネット通販事業「キャリバリー 物流センター」アルバイト） - 宮澤艾瑪（香港配音：黎皓宜）
- 野田加代（ネット通販事業「キャリバリー 物流センター」アルバイト） - 中原果南 （香港配音：鄧潔麗）
- 伴成杉枝（ネット通販事業「キャリバリー 物流センター」アルバイト） - 宍戸美和公 （香港配音：黎皓宜）
- 本橋久子（ネット通販事業「キャリバリー 物流センター」アルバイト） - 小林きな子 （香港配音：陳安瑩）
- 曽根沙織（ネット通販事業「キャリバリー 物流センター」アルバイト） - 水口早香（香港配音：陳安瑩）
- 桜田剛（ネット通販事業「キャリバリー 物流センター」主任） - 須田邦裕（香港配音：陳啟熾）
- 倉田（警視庁組織犯罪対策部の刑事） - 永倉大輔（香港配音：陳啟熾）

最終話「真実への行進」
- 羽屋田空見子（羽屋田法律事務所 弁護士・大國塔子の国選弁護人） - 大塚寧寧（S4第8話）（高校生：狩野海音）（香港配音：鄧潔麗）
- 須田太郎（宮越肇国土交通副大臣の第一秘書） - 尾上寛之（香港配音：竺諺鴻）
- 小池明大（警視庁九段警察署 警部補） - 坂田聡（香港配音：梁皓翔）
- 増本（宮越肇国土交通副大臣の秘書） - 小松健太（香港配音：陳啟熾）
- 記者 -末廣拓也 （香港配音：郭俊廷）
- 拘留所巡警 - 高久慶太郎（香港配音：陳啟熾）

新春ドラマスペシャル（2022年）
- 松原しおり（源家の家政婦・修一の恋人） - 菜菜緒
- 源秀子（東京高等裁判所部統括判事） - 高畑淳子
- 源悦男（法学部教授） - 井上順
- 源修一（パートナー弁護士） - 木村了
- 源優奈（源修一の娘） - 板垣樹
- 野々村洋子（源家の隣人） - 真下有紀
- 田坂茂（源家で死体として発見される） - 浜田信也
- 村本信吾（現金輸送車の警備員） - 小川紘司
- 小林太（現金輸送車の警備員） - 小橋秀行
- 赤井孟（現金輸送車の警備員）- 中山孟
- 警察学校生徒 - 鳴海唯
- 元プロ野球選手の被告人 - 成田マイケル理希
- 捜査一課の山上刑事の相棒 - 玉木惣一郎
- 正樹（遺体の第一発見者の少年） - 豊田温大
- 生驹亚美 - 比嘉愛未

## 製作團隊
- 劇本 - 井上由美子
- 音樂 - 林友樹
- 旁白 - 田口智朗
- 導演 - 常廣丈太、本橋圭太
- 副導演 - 淺見真史
- 標題 - 坪之内晃
- 選曲 - 石井和之
- 警察監修 - 倉科孝靖
- 醫療指導 - 町塚聖子
- 總製作人 - 黑田徹也（朝日電視台）
- 製作人 - 三輪祐見子（朝日電視台） / 浦井孝行、櫻井美恵子（國際放映）
- 副製作人 - 新井富美子、椛澤節子
- 製作協助 - 國際放映
- 製作出品 - 朝日電視台

## 播出日期與收視率

### 第一季
- 2014年1月9日 - 3月13日、全9集。
- 1月30日，因播放『いきなり!黄金伝説。3時間スペシャル』，暫停一次播放。

| 集數                                                      | 播放日期      | 副題               | 導演     | 收視率 | 備註       |
| --------------------------------------------------------- | ------------- | ------------------ | -------- | ------ | ---------- |
| 第1話                                                     | 2014年1月09日 | 沒有名字的男人     | 常廣丈太 | 12.5％ | 加長15分鐘 |
| 第2話                                                     | 2014年1月16日 | 沉默的男人         | 本橋圭太 | 13.4％ |            |
| 第3話                                                     | 2014年1月23日 | 滿口謊言的女人     | 常廣丈太 | 16.1％ |            |
| 第4話                                                     | 2014年2月06日 | 挑釁的男人         | 本橋圭太 | 11.2％ |            |
| 第5話                                                     | 2014年2月13日 | 3個長舌女          | 常廣丈太 | 12.5％ |            |
| 第6話                                                     | 2014年2月20日 | 人稱遊戲之神的男人 | 本橋圭太 | 11.7％ |            |
| 第7話                                                     | 2014年2月27日 | 告知真相的男人     | 常廣丈太 | 11.9％ |            |
| 第8話                                                     | 2014年3月06日 | 逃跑的女人         | 本橋圭太 | 12.6％ |            |
| 最終話                                                    | 2014年3月13日 | 毫無保留的女人     | 常廣丈太 | 13.9％ |            |
| 平均收視率 12.9％（收視率由Video Research於關東地區統計） |               |                    |          |        |            |

### 特別篇
| 播放日期      | 副題                                | 導演     | 收視率 |
| ------------- | ----------------------------------- | -------- | ------ |
| 2015年9月27日 | 電視劇特別篇 紧急审讯室〜女性好友〜 | 常廣丈太 | 14.6%  |
| 2020年5月31日 | 電視劇特別篇 紧急审讯室 特別編      | 常廣丈太 | 12.0%  |

### 第二季
- 2017年4月20日 - 6月15日、全9集。

| 集數                                                    | 播放日期      | 副題             | 導演     | 收視率 | 備註       |
| ------------------------------------------------------- | ------------- | ---------------- | -------- | ------ | ---------- |
| 第1話                                                   | 2017年4月20日 | 撐傘的女人       | 常廣丈太 | 17.9%  | 加長15分鐘 |
| 第2話                                                   | 2017年4月27日 | 替人穿襪的男人   | 常廣丈太 | 14.2%  |            |
| 第3話                                                   | 2017年5月04日 | 養鸚鵡的兩個人   | 本橋圭太 | 12.4%  |            |
| 第4話                                                   | 2017年5月11日 | 兩人的愛         | 本橋圭太 | 12.4%  |            |
| 第5話                                                   | 2017年5月18日 | 失去記憶的男人   | 常廣丈太 | 13.2%  |            |
| 第6話                                                   | 2017年5月25日 | 受騙的女人       | 本橋圭太 | 14.3%  |            |
| 第7話                                                   | 2017年6月01日 | 女人的敵人是女人 | 本橋圭太 | 13.1%  |            |
| 第8話                                                   | 2017年6月08日 | 穿著喪服的男人   | 常廣丈太 | 13.8%  |            |
| 第9話                                                   | 2017年6月15日 | 兩個父親         | 常廣丈太 | 14.4%  | 加長15分鐘 |
| 平均收視率13.9%（收視率由Video Research於關東地區統計） |               |                  |          |        |            |

### 第三季
- 2019年4月11日 - 6月20日、全10集。
- 5月23日，因播放『白色巨塔』，暫停一次播放。

| 集數                                                                         | 播放日期      | 副題           | 導演     | 收視率 | 備註       |
| ---------------------------------------------------------------------------- | ------------- | -------------- | -------- | ------ | ---------- |
| 第1話                                                                        | 2019年4月11日 | 完美人生       | 常廣丈太 | 15.2%  | 加長15分鐘 |
| 第2話                                                                        | 2019年4月18日 | 勝負之道       | 常廣丈太 | 13.4%  |            |
| 第3話                                                                        | 2019年4月25日 | 重要之事       | 本橋圭太 | 12.3%  |            |
| 第4話                                                                        | 2019年5月02日 | 家族之愛       | 常廣丈太 | 12.6%  |            |
| 第5話                                                                        | 2019年5月09日 | 煮湯的女人     | 本橋圭太 | 13.7%  |            |
| 第6話                                                                        | 2019年5月16日 | 善良的謊言     | 本橋圭太 | 12.3%  |            |
| 第7話                                                                        | 2019年5月30日 | 測愛的女人     | 常廣丈太 | 12.9%  |            |
| 第8話                                                                        | 2019年6月06日 | 男人的避風港   | 山本大輔 | 12.8%  |            |
| 第9話                                                                        | 2019年6月13日 | 最後的工作(上) | 常廣丈太 | 12.9%  | 加長15分鐘 |
| 第10話                                                                       | 2019年6月20日 | 最後的工作(下) | 常廣丈太 | 13.6%  | 加長15分鐘 |
| 平均視聴率 13.1%（視聴率はビデオリサーチ調べ、関東地区・世帯・リアルタイム） |               |                |          |        |            |

### 第四季
- 2021年7月8日 - 9月15日、全9集。
- 7月29日，因播放『東京奧運 羽球 男子單打1回戰 / 女子雙打8強賽』，暫停一次播放。
- 8月5日，因播放特別電視劇『警視庁ひきこもり係』，暫停一次播放。
- 9月2日，因播放『2022FIFA世界盃 卡達 亞洲地區最終預選』、播放時間更改（21:15 - 22:09）。

| 集數                                                                         | 播放日期      | 副題             | 導演     | 收視率 | 備註       |
| ---------------------------------------------------------------------------- | ------------- | ---------------- | -------- | ------ | ---------- |
| 第1話                                                                        | 2021年7月8日  | 女神の帰還       | 常廣丈太 | 14.7%  | 加長10分鐘 |
| 第2話                                                                        | 2021年7月15日 | 偽りの女神       | 常廣丈太 | 13.4%  |            |
| 第3話                                                                        | 2021年7月22日 | 勇者の嘘         | 常廣丈太 | 9.1%   |            |
| 第4話                                                                        | 2021年8月12日 | 瀕死の容疑者     | 樹下直美 | 10.1%  |            |
| 第5話                                                                        | 2021年8月19日 | 容疑者はロボット | 樹下直美 | 12.0%  |            |
| 第6話                                                                        | 2021年8月26日 | 怪物の逃走       | 常廣丈太 | 10.9%  |            |
| 第7話                                                                        | 2021年9月2日  | 魔女の預言       | 樹下直美 | 12.4%  |            |
| 第8話                                                                        | 2021年9月9日  | 仲間たちの反乱   | 常廣丈太 | 12.4%  | 加長10分鐘 |
| 最終話                                                                       | 2021年9月16日 | 真実への行進     | 常廣丈太 | 13.8%  | 加長10分鐘 |
| 平均視聴率 12.1%（視聴率はビデオリサーチ調べ、関東地区・世帯・リアルタイム） |               |                  |          |        |            |

### 新春特別篇
| 集數                         | 播放日期     | 副題                                                                    | 導演     | 收視率 | 備註 |
| ---------------------------- | ------------ | ----------------------------------------------------------------------- | -------- | ------ | ---- |
| 新春特別篇 （電視劇特別篇2） | 2022年1月3日 | 女神の帰還新春ドラマスペシャル 緊急取調室 特別招集2022〜8億円のお年玉〜 | 常廣丈太 | 11.3%  |      |

## 電影
《女王偵訊室 THE FINAL》預定由東寶發行上映日本電影。原定於2023年6月16日上映，於6月1日宣布「基於綜合判斷」決定延期上映。台灣檔期目前尚未確定，但有消息指出台灣將會正常上映。

### 登場人物

#### 緊急取調室
- 真壁有希子：天海祐希[20]
- 梶山勝利：田中哲司[20]
- 菱本進：緒方義博[20]
- 小石川春夫：小日向文世[20]
- 生駒亞美：比嘉愛未[21]
- 酒井寅三：野間口徹[21]

#### 搜查一課
- 渡邊鐵次：速水茂虎道[20]
- 監物大二郎：鈴木浩介[20]
- 山上善春：工藤阿須加[21]
- 玉垣松生：塚地武雅[20]

#### 警視廳高層
- 磐城和久：大倉孝二[20]

副總監。
- 角田：勝村政信[22]

警備部長。
- 永松：平泉成[22]

警視總監。

#### 內閣
- 長内洋次郎：市川猿之助[23] → 石丸幹二[24]

總理。
- 光圓寺衛：德重聰[22]

總理的首席秘書官。
- 熊井善太郎：山崎一[22]

官房長官。
- 岩倉伸也：小野武彥[22]

副首相兼外交大臣。

#### 其他人物
- 真壁奈央：杉咲花[21]

有希子的女兒。緊急醫療技術員。
- 真壁匡：真島秀和[21]

有希子已逝的丈夫、奈央的父親。生前是刑警。
- 鄉原政直：草刈正雄[21]

有希子的前上司。前刑事部長。
- 鬼塚貞一：丸山智己[21]

警視廳特殊犯搜查係班長。
- 茅野：中村靜香[21]
- 信司：生島勇輝[21]
- 森下弘道：佐佐木藏之介[23]

襲擊總理的男子。

### 製作團隊
- 劇本：井上由美子
- 導演：常廣丈太
- 配樂：林友樹
- 主題曲：綠黃色社會（Sony Music Labels）[25]
- 作公司：as birds
- 製作幹事：朝日電視台
- 發行：東寶
- 製作：2023 劇場版「緊急取調室 THE FINAL」製作委員會

## 外部連結
- 緊急取調室朝日電視台官方網站 （页面存档备份，存于）
- ドラマスペシャル 緊急取調室～女ともだち～朝日電視台官方網站 （页面存档备份，存于）
- ドラマスペシャル「緊急取調室」特別編朝日電視台官方網站 （页面存档备份，存于）
- 緊急取調室2朝日電視台官方網站 （页面存档备份，存于）
- 緊急取調室3朝日電視台官方網站 （页面存档备份，存于）
- 緊急取調室4朝日電視台官方網站 （页面存档备份，存于）
- 新春ドラマスペシャル （页面存档备份，存于）
- 紧急审讯室的X（前Twitter）
- 紧急审讯室的Instagram帳戶
- 紧急审讯室的TikTok
- 在Netflix上觀看《女王偵訊室》

## 節目的變遷

### 日本
| 日本 朝日電視台 週四晚間九點連續劇                         | 日本 朝日電視台 週四晚間九點連續劇      | 日本 朝日電視台 週四晚間九點連續劇                         |
| ---------------------------------------------------------- | --------------------------------------- | ---------------------------------------------------------- |
|                                                            | 緊急取調室 （2014.01.09 - 2014.03.13）  |                                                            |
| Doctor-X～外科醫·大門未知子～2 （2013.10.17 - 2013.12.19） | BORDER （2014.04.10 - 2014.06.05）      |                                                            |
| 就活家族～一定會順利的～ （2017.1.12 - 2017.3.9）          | 緊急取調室2 （2017.04.20 - 2017.06.15） | 黑革記事本 （2017.07.20 - 2017.09.）                       |
| 派遣占卜師ATARU （2019.01.17 - 2019.03.14）                | 緊急取調室3 （2019.04.11 - 2019.06.20） | Sign～法醫學者 柚木貴志的事件～ （2019.07.11－2019.09.12） |
| 櫻之塔 （2021.04.15 - 2021.06.10）                         | 緊急取調室4 （2021.07.08 - 2021.09.16） | 派遣女醫X7 （2021.10.14 - 2021.12.16）                     |

### 台灣
| 緯來日本台 週一至五22:00-23:00 | 緯來日本台 週一至五22:00-23:00                                       | 緯來日本台 週一至五22:00-23:00 |
| ------------------------------ | -------------------------------------------------------------------- | ------------------------------ |
|                                | 女偵訊室 （2014.03.18 - 2014.03.27）                                 |                                |
| （2014.03.03 - 2014.03.17）    | 王偵探社 （2014.03.28 - 2014.04.03） 女王偵探社－行騙天下 （2014.04.04） |                                |

| WakuWaku Japan   | WakuWaku Japan                            | WakuWaku Japan |
| ---------------- | ----------------------------------------- | -------------- |
|                  | 女偵訊室 （-）                            |                |
| —                | —                                         |                |
| 週一 21:00-22:00 |                                           |                |
| —                | 女王偵訊室2 （2017.10.23-2017.12.18）       | —              |
| 週六 23:00-24:00 |                                           |                |
| —                | 女王偵訊室3 （2019.05.04～2019.07.06）      | —              |
| 週六21:00-23:00  |                                           |                |
| （2017.07.01）   | 女王偵訊室 特別篇 （2017.07.08-2017.07.08） | —              |

### 香港
| 香港 無綫網絡電視煲劇1台 星期六 14:00 - 16:00及18:30 - 20:30 9月13日 14:00 - 15:00及18:30 - 19:30 | 香港 無綫網絡電視煲劇1台 星期六 14:00 - 16:00及18:30 - 20:30 9月13日 14:00 - 15:00及18:30 - 19:30 | 香港 無綫網絡電視煲劇1台 星期六 14:00 - 16:00及18:30 - 20:30 9月13日 14:00 - 15:00及18:30 - 19:30 |
| ------------------------------------------------------------------------------------------------- | ------------------------------------------------------------------------------------------------- | ------------------------------------------------------------------------------------------------- |
|                                                                                                   | 非審查官 （2014.08.16 - 2014.09.13）                                                              |                                                                                                   |
| （2014.07.12 - 2014.08.09）                                                                       | （2014.09.13 - 2014.10.18）                                                                       |                                                                                                   |
| 香港 無綫網絡電視日劇台 星期六 13:30 - 15:30、17:30 - 19:30及21:30 - 23:30                        |                                                                                                   |                                                                                                   |
| 全部成為F （2016.02.27 - 2016.03.26）                                                             | 非常審查官特別篇 （2016.04.02）                                                                     | （13:30-14:30） （2016.04.09 - 2016.06.06）（14:30-15:30） （2016.04.09 - 2016.06.07）            |
| 香港 myTV SUPER 日劇台 星期二 13:30 - 14:30、16:30 - 17:30、19:30 - 20:30及22:30 - 23:30          |                                                                                                   |                                                                                                   |
| （2017.06.06 - 2017.08.08）                                                                       | 非常審查官2 （2017.08.15 - 2017.10.10）                                                             | 遺留搜查4 （2017.10.17 - 2017.12.12）                                                             |
| 香港 無綫電視J2 星期六 22:35 - 23:35 5月18日 22:35 - 23:45 6月1日及22日暫停播映                   |                                                                                                   |                                                                                                   |
| 法妻當自強 （2019.02.16 - 2019.05.11）                                                            | 非常審查官3 （2019.05.18 - 2019.08.03）                                                             | —                                                                                                 |